# مارلون کراوزه
مارلون کراوزه (انگلیسی: Marlon Krause؛ زادهٔ ۱ سپتامبر ۱۹۹۰) بازیکن فوتبال اهل آلمان است.
از باشگاه‌هایی که در آن بازی کرده‌است می‌توان به باشگاه فوتبال هولشتاین کیل، باشگاه فوتبال سن پائولی، و باشگاه فوتبال کارل زایس ینا اشاره کرد.